# Noël Guyaz
Noël Guyaz (* 10. Mai 1972 in Concise) ist ein ehemaliger Schweizer Eishockeyspieler.

## Karriere
Das erste Meisterschaftsspiel bestritt Guyaz 1987 im Alter von 15 Jahren für den SC Langenthal. Nach drei Spielzeiten in Langenthal unterschrieb der damalige Junioren-Nationalspieler Guyaz 1990 einen Vertrag bei den ZSC Lions und wurde dort vom Stürmer zum Verteidiger umfunktioniert. Nebenbei absolvierte der Hockeyprofi eine Lehre als Hochbauzeichner.
1995 zog es Noël Guyaz nach einer langen verletzungsbedingten Pause in den Süden zum HC Ambrì-Piotta, er wurde jedoch auch hier vom Verletzungspech verfolgt und bekam 1998 eine neue Chance beim Nationalliga B-Club EHC Chur. Mit diesem Team feierte Guyaz zwei Schweizermeistertitel der Nationalliga B und konnte 2000 in die höchste Spielklasse aufsteigen.
2002 wechselte Guyaz zu HC Lugano, wo er ein Jahr später seinen ersten Schweizermeistertitel der Nationalliga A feiern konnte. Im folgenden Jahr wurde Guyaz erstmals in die Schweizer Eishockeynationalmannschaft berufen. 2006 konnte der Verteidiger mit der Rückennummer 72 erneut den Titel des Schweizermeisters in Empfang nehmen und wechselte nach dem Titelgewinn zu Rapperswil-Jona Lakers.
Ab der Saison 2010/11 spielte er wieder bei seinem Stammverein dem SC Langenthal. In der Saison 2011/12 konnte er mit dem SC Langenthal dessen ersten Meistertitel in der NLB feiern und kam so zu seiner dritten NLB-Meisterschaft insgesamt. In den Playoffs steuerte er 11 Punkte bei (7 Tore und 4 Assists). 2014 beendete er seine aktive Karriere. Seither arbeitet er in der Organisation weiter. Er amtet als Sportchef und in über 200 Spielen als Assistenztrainer. Im November 2018 kündigte er an, ein Time-out von unbestimmter Dauer zu nehmen.

## Erfolge
- 1999 und 2000 Schweizermeister NLB mit dem EHC Chur

- zweimal Schweizermeister NLA mit dem HC Lugano

- 2012 Schweizer Nationalliga B Meister mit dem SC Langenthal

- 2017 und 2019 Schweizermeister mit dem SC Langenthal als Sportchef und Assistent Coach